# Вулиця Миколи Лисенка (Тернопіль)
Вулиця Миколи Лисенка — вулиця в мікрорайоні «Старий парк» міста Тернополя. Названа на честь українського композитора, фольклориста, музиканта, громадського діяча Миколи Лисенка.

## Відомості
Розпочинається від стику вулиць Станіслава Монюшка та Зеленої, пролягає на північ, згодом — на північний схід до вулиці Галицької, де і закінчується. На вулиці розташовані переважно приватні будинки, є кілька багатоповерхівок.

## Дотичні вулиці
Лівобічні: Городна, Вертепна
Правобічні: Північна

## Установи
- Виконавча служба (Миколи Лисенка, 1)
- Благодійний фонд «З любов'ю і милосердям» (Миколи Лисенка, 8)
- Управління соціальної політики (Миколи Лисенка, 8)
- Центр з нарахування і виплати допомог (Миколи Лисенка, 8А)
- Тернопільський інститут землеустрою (Миколи Лисенка, 20А)

## Релігія
- Церква «Добра новина» (Миколи Лисенка, 18А)